# Not the Dr. Phil Show
Not the Dr. Phil Show is het eerste Nederlandse praatprogramma dat wordt gepresenteerd in een theater. De show is een bedenksel van Willem Alkema. Alkema presenteerde de show samen met Wim Holsappel. In 2005 zag de show zijn première in Schouwburg Odeon in Zwolle. Hierna toerde de show twee seizoenen langs de Nederlandse schouwburgen. In 2007 nam Holsappel afscheid en werd hij vervangen door Jeroen Kijk in de Vegte. 
De show is een voor de kijker absurde mix van toneel, gesprekken en live-muziek, waarbij bekende gasten een belangrijke rol innemen. De gasten worden ondervraagd en krijgen tijdens de show verrassende opdrachten. 
Een aantal bekende gasten die eerder plaatsnamen in de show: Eddy Zoëy, Daphne Bunskoek, Filemon Wesselink, Jan Jaap van der Wal, Sara Kroos, Ruben Nicolai, Jacques d'Ancona, George Baker, Bridget Maasland, John Williams, Bas Westerweel, Lange Frans & Baas B, Cesar Zuiderwijk, Edwin Rutten, Jovink en de Voederbietels en Alain Clark.